# Pierre de Cazeneuve
Pour les articles homonymes, voir Cazeneuve.
Pierre de Cazeneuve (ou Caseneuve) est philologue et érudit français, né à Toulouse le 31 octobre 1591 et mort le 31 octobre 1652. Il était surnommé Legum Fodina (la mine de la loi).

## Biographie
Il est né à Toulouse, de parents aisés qui ne négligèrent rien pour son éducation. Après avoir étudié la théologie, il suivit un cours de jurisprudence, comme élève de Guillaume de Maran à la faculté de droit de Toulouse. Il fit dans cette discipline des progrès remarquables.
Précepteur des enfants d’Hector de Narbonne, il mena un temps une vie mondaine, avant d’être ordonné prêtre à 38 ans. Il devint prébendier de la cathédrale, et fit partie de l’entourage de l’archevêque Charles de Montchal.
C'est probablement le besoin d'une vie paisible et retirée qui fit qu'il renonça rapidement aux emplois brillants de la magistrature qu'il pouvait espérer et qu'il choisit l'état ecclésiastique. Pourvu ensuite d'une prébende à l'église Saint-Étienne, il n'avait d'autre ambition que de vivre tranquille au milieu de ses livres.
Une rue porte son nom dans le quartier des Minimes à Toulouse.

## Travaux
À la demande de l'archevêque de Toulouse, il fit des recherches consciencieuses sur les anciennes coutumes de la province. En 1638, il est chargé par les États de Languedoc de défendre les privilèges de la province face aux abus du domaine royal dans le cadre de la querelle sur le franc-alleu.
Il publia le Traité du franc-alleu. Ce travail très favorablement accueilli, conduisit les états du Languedoc, à lui offrir une pension pour écrire l'histoire de la province ; Caseneuve refusa la pension, ne voulant d'autre récompense d'un travail utile à son pays, que le plaisir même de l'avoir entrepris. Il fit paraître, pour dégager sa parole, la Catelogne française, ouvrage très piquant au moment où il fut publié, rempli d'ailleurs de choses curieuses, et qui fut généralement bien reçu.
Cependant il travaillait déjà à un ouvrage sur la langue française.
Lorsqu'il apprit que Ménage faisait imprimer son travail sur le même sujet, il renonça à ses projets, et une circonstance qui aurait rendu ennemis d'autres personnes les unit d'une amitié qui ne finit qu'à la mort de Caseneuve, qui survint le jour anniversaire de sa naissance, en 1652. L'ouvrage entra entre les mains de ses héritiers, qui le conservaient avec soin. Foucault, intendant à Montauban, l'obtint d'eux, et le communiqua à Ménage, qui en fera commencer l'impression avant que de mourir subitement, en 1692.
Simon de Val-Hébert resta alors chargé d'en suivre la publication qui permet la lecture agréable. Val-Hébert se retrouve à la suite de l'édition du Dictionnaire étymologique de Menage, et est fondu avec le texte dans les éditions suivantes de ce dictionnaire. Cet ouvrage est souvent considéré comme le meilleur titre de Caseneuve au souvenir de la postérité.

## Publications
- Instructions pour le Franc-alleu de la province de Languedoc, 1640, Toulouse, Par Jean Boude[5].
- L'Origine des jeux fleureaux de Toulouse par Feu M.. de Casenevve avec la vie de l'autheur par Monsieur Medon, 1659, Toulouse, Chez Raymond Bosc [6],[7]
- La Catelogne francoise ou il est traite des droits que le Roy a sur les comtez de Barcelonne, & de Roussillon ; & sur les autres terres de la principauté de Catelogne, 1644, Tolose, Par Pierre Bosc[8].
- Le Franc-alleu de la province de Languedoc, establi et défendu. Seconde Édition reveuë et augmentée d'un second livre, & d'un grand nombre de remarques. À laquelle a esté de plus adjouté un traicté de l'origine, de l'antiquité, & des privilèges des Estats genéraux de la mesme province. Ensemble un recueil des chartes de ses principaux privilèges, libertez & franchises, 1645, Tolose, Par Jean Boude, imprimeur ordinaire du Roy. M. DC. XLV [9],[10]
- Caritée ou La Cyprienne amoureuse, Toulouse, Dominique et Pierre Bosc, 1621, in-8°, XII-514 p. Réimpression en fac-similé avec une préface de Georges Molinie, Université de Toulouse Le Mirail, Centre de Recherche "Idées, Thèmes et Formes : 1580 - 1660", 1980, roman ;
- Dictionnaire etymologique, ou Origines de la langue françoise, par M. Ménage... Avec Les Origines françoises de M. Caseneuve : un Discours sur la science des etymologies, par le P. Besnier, de la Compagnie de Jesus : & une Liste des noms de saints qui paroissent éloignez de leur origine, & qui s'expriment diversement selon la diversité des lieux, par M. l'Abbé Chastelain, chanoine de l'Église de Paris. Nouvelle édition revue & augmentée par l'auteur, 1694, Paris, Chez Jean Anisson, Paris[11].
- Las obros de Pierre Goudelin, augmentados de forço péssos, é le Dictiounari sus la lengo moundino. Ount es mes per ajustie sa bido, Remarquos de l'antiquitat de la lengo de Toulouso, le Trinfle moundi, soun oumbro; d'amb'un manadet de vérses de Gautié, é d'autres poüétos de Toulouso, 1694[12]. Réédité en 1774 [13] et en 1811 [14].
- Il a publié quelques autres ouvrages peu importants, et en a laissé en manuscrit de plus remarquables, entre autres un Traité de la langue provençale ; un de l'Origine des Français ; et une Histoire des favoris de France. On en trouve la liste dans la préface que Val-Hébert a mise au-devant de l'édition qu'il a donnée des Origines.